# Tubre
Taufers (Tubre) tiếng Ý: Tubre; tiếng Đức: Taufers im Münstertal; Archaic (881AD): Tuberis; tiếng Latin: Tubernus) là một đô thị ở tỉnh Bolzano-Bozen trong vùng Trentino-Alto Adige/Südtirol của Ý, có vị trí cách khoảng 80 km về phía tây bắc của thành phố Trento và khoảng 70 km west of thành phố Bolzano, tại biên giới với Thụy Sĩ. Tại thời điểm ngày 31 tháng 12 năm 2004, đô thị này có dân số 953 người và diện tích là 45,8 km².
Đô thị Taufers (Tubre) có các frazioni (các đơn vị cấp dưới, chủ yếu là các làng) Pontevilla and Rivaira.
Taufers (Tubre) giáp các đô thị: Glurns (Glorenza), Mals (Malles), Prad (Prato), Stilfs (Stelvio), Lü (Thụy Sĩ), Müstair (Thụy Sĩ), Santa Maria Val Müstair (Thụy Sĩ), Scuol (Thụy Sĩ), và Valchava (Thụy Sĩ).